# William Leigh (2e baron Leigh)
William Henry Leigh, 2e baron Leigh (17 janvier 1824 - 21 octobre 1905) est un homme politique britannique.

## Biographie
Il est l'aîné des trois fils de Chandos Leigh (1er baron Leigh) et son épouse Margarette Willes. Formé à Harrow School et Trinity College (Cambridge) (l'université lui décerne plus tard un doctorat honorifique en Droit), il épouse Caroline Amelia Grosvenor (1828-1906), fille de Richard Grosvenor (2e marquis de Westminster), le 22 août 1848, et ils ont sept enfants:
- Margaret Elizabeth Leigh (1849-1945), épouse de Victor Child Villiers
- Gilbert Leigh (1851-1884)
- Agnes Eleanor Leigh (1853-1942)
- Francis Dudley Leigh (1855-1938)
- Rupert Leigh (1856-1919), officier de l'armée
- Rowland Charles Frederick Leigh (1859-1943), avocat
- Marie Cordelia Emily Leigh (1866-1956)

William succède à son père en tant que baron Leigh à sa mort, le 27 septembre 1850. Il est Lord Lieutenant du Warwickshire de 1856 jusqu'à sa mort, et est également colonel du 3e bataillon du régiment local de Warwickshire. Il est Haut Commissaire de Sutton Coldfield de 1859 jusqu'en 1892, lorsque la gérance expire après qu'une nouvelle charte soit émise pour l'arrondissement, mais il est reconduit dans ses fonctions en septembre 1902. Il est également juge de Paix pour le Gloucestershire. Il fait don du terrain pour la construction de l'Église de St Alban, Holborn dans le centre de Londres. Il est un Conseiller Privé à partir de 1895, l'année même où il se présente, sans succès, pour être député de la circonscription de North Warwickshire aux élections générales de cette année. William est remplacé par son second fils, Francis, après la mort précoce de son fils aîné, Gilbert.
Il est le premier grand maître de l'Ordre des maîtres maçons de la marque, de 1856 à 1860[réf. nécessaire]. Il est pendant plus de 50 ans (1852-1905) grand-maître provincial des francs-maçons du Warwickshire. 

## Sources
- « Person Page », sur thepeerage.com (consulté le 31 décembre 2023)
- https://www.geni.com/people/William-Leigh/6000000004956760654
- http://www.npg.org.uk/collections/search/person/mp57817/william-henry-leigh-2nd-baron-leigh
- (en) « William Henry Leigh (1824-1905), 2nd Baron Leigh of Stoneleigh », sur the-eastern-window.com (consulté le 31 décembre 2023)